# Epet Arena

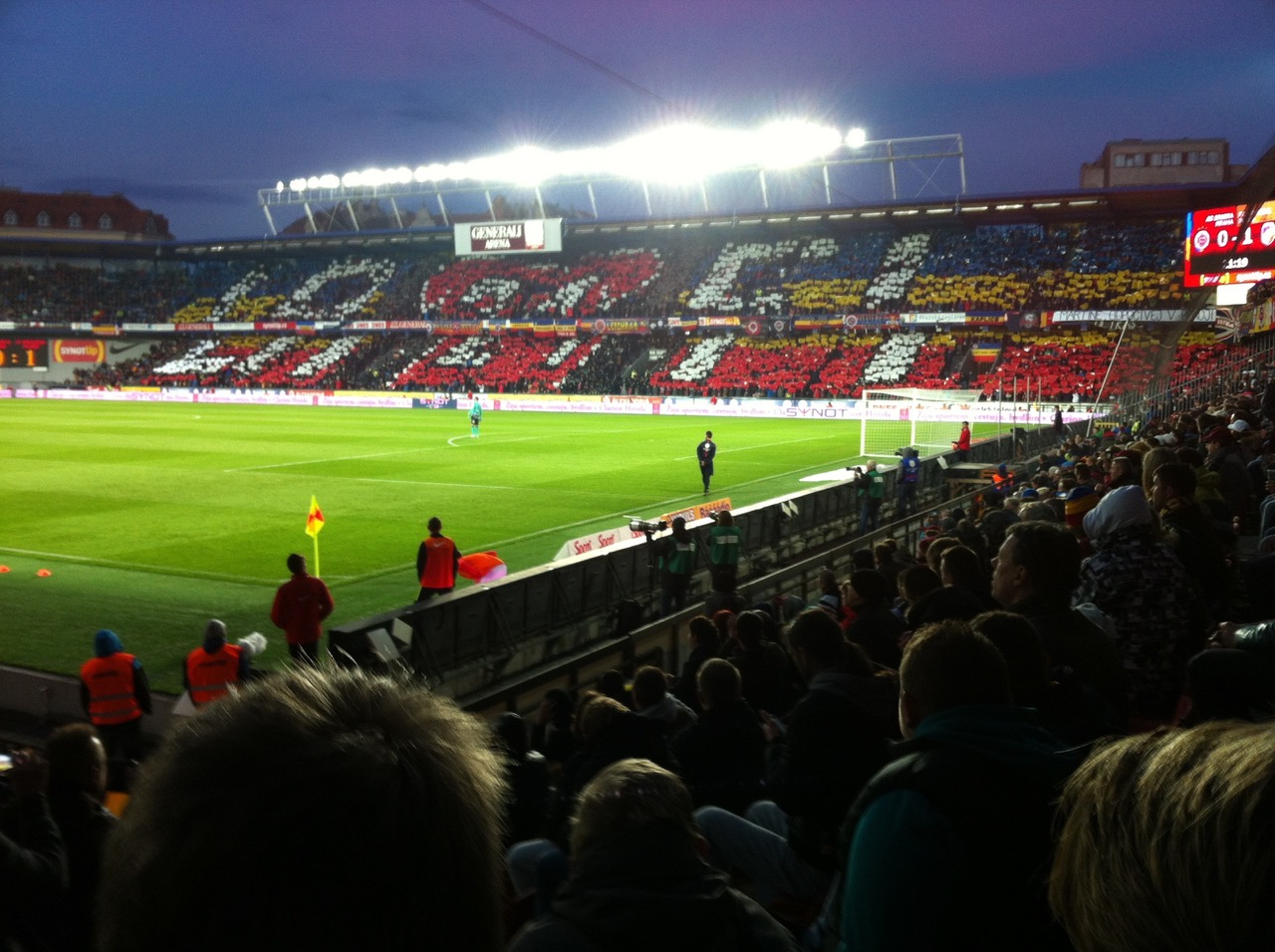
Die Generali Arena während eines Spiels zwischen Sparta Prag und Viktoria Pilsen 2016

Die Epet Arena (Eigenschreibweise: epet ARENA), ursprünglich Stadion Letná, ist ein Fußballstadion im nördlichen Teil der tschechischen Hauptstadt Prag. Es ist die Spielstätte des Fußballvereins Sparta Prag und der tschechischen Fußballnationalmannschaft.

## Geschichte
1914 wurde dem AC Sparta Prag von der Stadt Prag ein Platz in der Nähe des Wasserwerkes auf dem so genannten Letná-Gelände zur Verfügung gestellt. Der Bau eines Stadions dauerte drei Jahre, am 13. Mai 1917 wurde es mit einem Spiel gegen Viktoria Pilsen eröffnet, das Sparta mit 3:2 gewann.
Vier Jahre später kam es zum Bau einer mit 1600 Sitzplätzen ausgestatteten Holztribüne, Architekt war Lev Lauermann, die Kosten beliefen sich auf 900.000 Tschechische Kronen. Es handelte sich dabei um die zu diesem Zeitpunkt größte Tribüne ihrer Art in Mitteleuropa. Eröffnet wurde sie mit dem Spiel gegen den dänischen Meister KB Kopenhagen, das die Tschechen mit 2:0 für sich entschieden.
Da die Erfolge der Mannschaft immer mehr Zuschauer anlockten, entschloss man sich 1934, die Kapazität von rund 25.000 auf 45.000 zu erhöhen. Die Arbeiten waren in vollen Gange, doch am 10. April 1934 brannte die Haupttribüne ab, mit ihr wurde das Klubarchiv und die Trophäensammlung vernichtet. Wodurch der Brand ausgelöst wurde, ist bis heute ungeklärt. Eine Vermutung lautet, dass das Feuer durch einen Kurzschluss verursacht wurde, eine andere Theorie geht von einem überhitzen Ofen aus. Der Schaden ging in die Millionen, die Versicherungssumme betrug laut Medien lediglich 650.000 Kronen. Zwanzig Monate später wurde anstelle der abgebrannten Holztribüne eine neue Stahlbetontribüne fertiggestellt.
In den letzten Kriegstagen 1945 wurde das Stadion stark beschädigt, anschließend aber wiederhergestellt.
In den Jahren 1967 bis 1969 kam es zu einer umfassenden Modernisierung des Stadions. Mit Ausnahme der Haupttribüne wurden alle restlichen Tribünen durch Stahlbetonkonstruktionen ersetzt. Über dem ersten Rang mit Stehplätzen wurde ein zweiter Rang mit Sitzplätzen, eine Art Galerie, errichtet. Die offizielle Eröffnung des renovierten Stadions fand am 7. Mai 1969 statt. In einem Abendspiel unterlag Sparta Prag dem österreichischen Meister FK Austria Wien mit 1:2. Die neue Kapazität des Baus betrug 35.800 Zuschauer.
Nach der samtenen Revolution übernahm der Unternehmer Petr Mach den Verein und ließ das Stadion 1994 ohne Baugenehmigung in nur sieben Monaten durch die Firma Metrostav umbauen. Das Fassungsvermögen sank auf 21.362 Sitzplätze; das Stadion war nun ein sogenannter All-Seater. Die Eröffnung fand am 9. September 1994 statt, im Prager Derby trennten sich Sparta und Slavia torlos.
2001 wurde eine Rasenheizung installiert und ein neuer Rasen verlegt.
Am 24. März 2007 spielte erstmals die deutsche Fußballnationalmannschaft im Rahmen der EM-Qualifikation gegen das tschechische Team in der AXA Arena und gewann mit 2:1 (1:0).
Von Herbst 2004 bis Juni 2007 trug das Stadion die Bezeichnung Toyota Arena. Im Juli 2007 wurde der französische Versicherungskonzern AXA der Sponsoringpartner des Stadions. Von Juli 2009 bis ins Jahr 2020 trug das Stadion den Namen Generali Arena, danach den Namen Generali Česká Pojišťovna Arena. Seit dem 22. November 2022 heißt es epet ARENA, nach der EP Energy Trading, a.s.
2007 gab es Pläne das bisherige Stadion abzureißen und an gleicher Stelle das Nationalstadion des Tschechischen Fußballverbandes mit einer Kapazität von 40.000 Zuschauern zu bauen.

### U-21-Fußball-Europameisterschaft 2015
2015 war die Heimat von Sparta Prag eines von insgesamt vier Stadien in Tschechien für die U-21-Fußball-Europameisterschaft. Es wurden im Stadion Letná vier Gruppenspiele und ein Halbfinale ausgetragen.
- 17. Juni 2015, Gruppe A:  Deutschland –  Serbien 1:1 (1:1)
- 20. Juni 2015, Gruppe A:  Serbien –  Tschechien 0:4 (0:2)
- 23. Juni 2015, Gruppe A:  Dänemark –  Serbien 2:0 (1:0)
- 27. Juni 2015, Halbfinale:  Schweden –  Dänemark 1:4 (0:2)